# Pomègues
L'île de Pomègues est une île de l'archipel du Frioul. Faisant partie de la commune française de Marseille, elle est située dans la rade de Marseille à vingt minutes en bateau du vieux-port.

## Description
Elle fait partie de l'archipel du Frioul qui comprend aussi l'île de Ratonneau et l'île du château d'If. Elle est reliée à l'île de Ratonneau par la Digue Berry, construite en 1822.
L'île de Pomègues, d'une longueur de 2,7 kilomètres et d'une altitude maximale de 89 m, est la plus grande des îles du Frioul. Elle a donné son nom à la traverse de Pomègues, une rue marseillaise.
Le sémaphore de Pomègues a été désarmé le 3 janvier 1999. Il assurait cette veille depuis 1906, année de sa construction, face à la rade.
Diverses batteries et fortifications militaires sont encore présentes sur celle île :
- la batterie du Cap Caveaux[2] à l'extrême sud ;
- la batterie de Pomègues et le fort[3] au nord ;
- la batterie du Sémaphore[4] au sud de la Tour Poméguet ;

- la Tour du Poméguet[5] au centre.

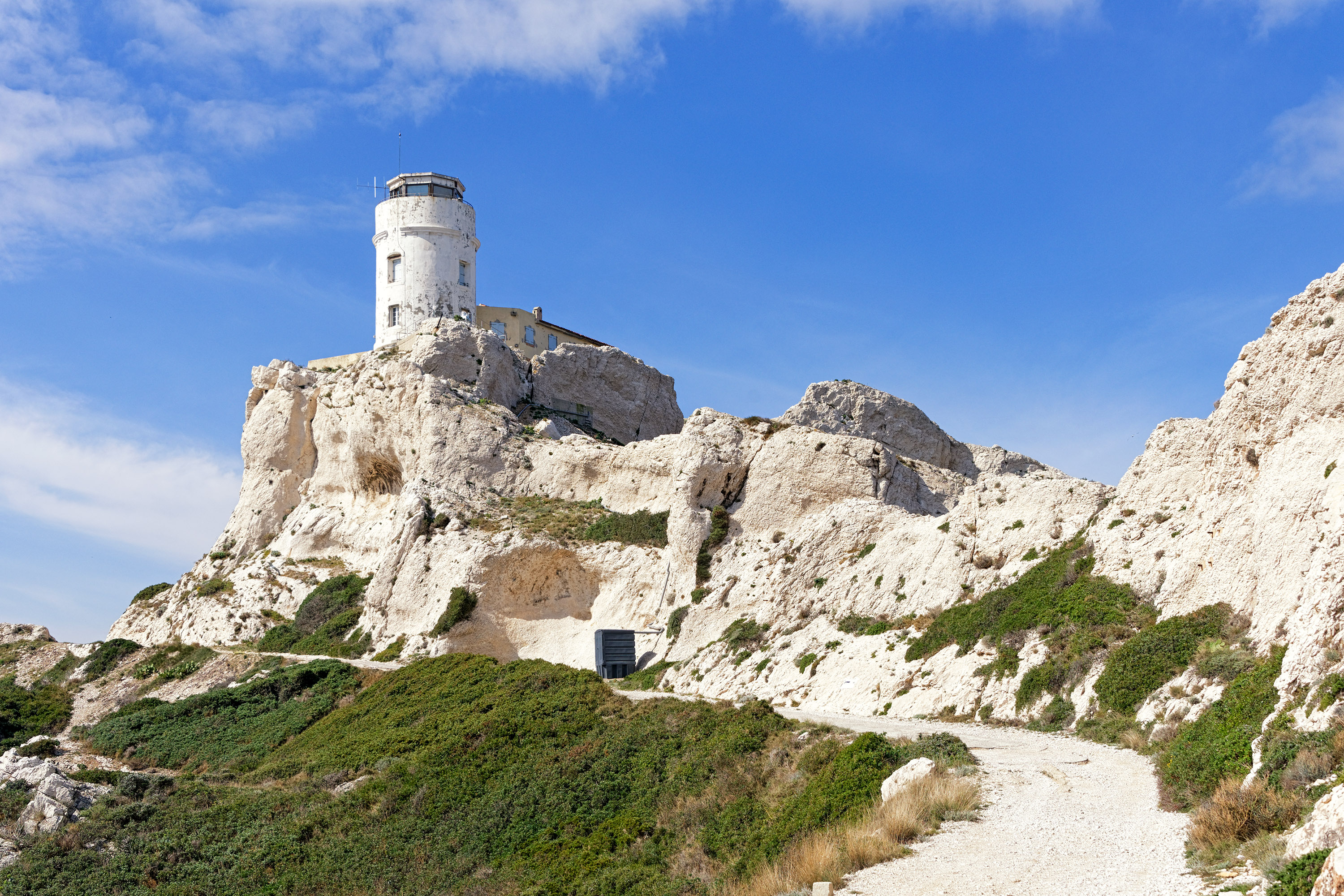
Le sémaphore de Pomègues

L’anse de Pomègues était un lieu de quarantaine pour les voyageurs maritimes voulant débarquer à Marseille jusqu'au XIXe siècle, notamment afin de lutter contre les ravages de la peste à Marseille. Cinq hectares de terrains et de bâtiments ainsi qu'un petit port y avaient été aménagés pour recevoir environ trente-cinq navires (chiffre du début du XVIIIe siècle). On trouve une calanque avec du sable, ce qui reste assez rare sur le Frioul.

## Œuvre Artistique et événements
L'ile de Pomègues et sa tour du Poméguet ont servi de décor pour la série Draculi & Gandolfi de Guillaume Sanjorge,,.